# Campeonato Brasileiro de Basquete Feminino de 2006
O Campeonato Nacional de Basquete Feminino de 2006 (9ª edição) foi um torneio realizado a partir de 17 de novembro de 2006 a 14 de fevereiro de 2007 por seis equipes representando três estados.

## Participantes
Catanduva, Catanduva/SP

 Fluminense, Rio de Janeiro/RJ

 Ourinhos, Ourinhos/SP

 Santo André, Santo André/SP

 São Caetano, São Caetano do Sul/SP

 Sport, Recife/PE

## Regulamento

### Fórmula de Disputa
O Campeonato Nacional de Basquete Feminino foi disputado por 6 equipes em duas fases:
- Fase Classificatória: As 6 equipes disputaram partidas em um sistema de turno e returno,em que enfrentaram todos os adversários em seu mando de quadra e fora dele.
- Playoffs: As quatro equipes classificadas jogaram num sistema mata-mata e a vencedora desses foi declarada Campeã Nacional de Basquete Feminino de 2006. É dividida em 2 partes:
  - Semifinais: Foi disputada pelas equipes que passaram da primeira fase, seguindo a lógica: (1ª x 4ª); (2ª x 3ª).  Estas jogaram partidas em melhor de 5 (jogos), sendo dois mandos de campo para cada e o jogo de desempate, se houvesse, no ginásio da equipe com o melhor índice técnico da Fase Classificatória.
  - Final: Foi disputada entre as duas equipes vencedoras das Semifinais, em melhor de 5 (jogos), sendo dois mandos de campo para cada e o jogo de desempate, se houvesse, no ginásio da equipe com o melhor índice técnico da Fase Classificatória. A equipe vencedora foi declarada campeã da competição.

### Critérios de Desempate
1º: Confronto Direto

2º: Saldo de cestas dos jogos entre as equipes

3º: Melhor cesta average (Se o empate foi entre duas equipes)

4º: Sorteio

### Pontuação
Vitória: 2 pontos

Derrota: 1 ponto

Não Comparecimento: 0 pontos

## Classificação
| 1 | FIO/Pão de Açúcar/Unimed/Ourinhos | 18 | 10 | 8 | 2  | 780 | 586 | 1,33106 | 80,0 |
| 2 | Padre Albino/Catanduva            | 18 | 10 | 8 | 2  | 786 | 702 | 1,11966 | 80,0 |
| 3 | Limpol/São Caetano                | 17 | 10 | 7 | 3  | 749 | 625 | 1,19840 | 70,0 |
| 4 | Sport/Maurício de Nassau          | 14 | 10 | 4 | 6  | 648 | 735 | 0,88163 | 40,0 |
| 5 | Santo André                       | 13 | 10 | 3 | 7  | 670 | 763 | 0,87811 | 30,0 |
| 6 | Fluminense                        | 10 | 10 | 0 | 10 | 580 | 802 | 0,72319 | 0,0  |

|  |                                     |
|  | Zona de classificação às Semifinais |

## Playoffs

### Semifinais
1ª Rodada
| 20 de janeiro | Ourinhos | 104 - 65 | Sport | Ginásio Monstrinho, Ourinhos |
| 20 de janeiro |          |          |       | Ginásio Monstrinho, Ourinhos |

| 21 de janeiro | Catanduva | 71 - 61 | São Caetano | Catanduva |
| 21 de janeiro |           |         |             | Catanduva |

2ª Rodada
| 22 de janeiro | Ourinhos | 75 - 57 | Sport | Ginásio Monstrinho, Ourinhos |
| 22 de janeiro |          |         |       | Ginásio Monstrinho, Ourinhos |

| 23 de janeiro | Catanduva | 76 - 83 | São Caetano | Catanduva |
| 23 de janeiro |           |         |             | Catanduva |

3ª Rodada
| 27 de janeiro | Sport | 71 - 84 | Ourinhos | Ginásio Jorge Maia, Recife |
| 27 de janeiro |       |         |          | Ginásio Jorge Maia, Recife |

| 27 de janeiro | São Caetano | 64 - 62 | Catanduva | São Caetano do Sul |
| 27 de janeiro |             |         |           | São Caetano do Sul |

4ª Rodada
| 29 de janeiro | São Caetano | 77 - 85 | Catanduva | São Caetano do Sul |
| 29 de janeiro |             |         |           | São Caetano do Sul |

5ª Rodada
| 31 de janeiro | Catanduva | 65 - 57 | São Caetano | Catanduva |
| 31 de janeiro |           |         |             | Catanduva |

- Ourinhos e  Catanduva passaram de fase.

### Final
1ª Rodada
| 3 de fevereiro | Ourinhos | 67 - 49 | Catanduva | Ginásio Monstrinho, Ourinhos |
| 3 de fevereiro |          |         |           | Ginásio Monstrinho, Ourinhos |

2ª Rodada
| 5 de fevereiro | Ourinhos | 84 - 68 | Catanduva | Ginásio Monstrinho , Ourinhos |
| 5 de fevereiro |          |         |           | Ginásio Monstrinho , Ourinhos |

3ª Rodada
| 9 de fevereiro | Catanduva | 61 - 65 | Ourinhos | Catanduva |
| 9 de fevereiro |           |         |          | Catanduva |

| Campeonato Nacional de Basquete Feminino 2006 |
| --------------------------------------------- |
| Ourinhos Campeão                              |